# Giovanni Gagini
Giovanni Gagini o Gaggini (Palermo, 1470 circa – ...) è stato uno scultore italiano, figlio di Domenico Gagini, attivo in Sicilia nel rinascimento.

## Biografia
Giovanni Gagini o Giovannello figlio di Domenico e Soprana de' Savignone, a causa rapporti familiari turbolenti specie col padre, contrasti che impediscono d'intraprendere un'attività autonoma, redige testamento a favore del convento di San Domenico di Palermo.
Nel 1489 nomina eredi gli zii materni fra i quali, lo zio arciprete originari di Carini.
Le ultime attività lavorative documentate riguardano una commissione nel 1496 nella città di Geraci Siculo.

## Opere
- 1489, Tabernacolo, manufatto marmoreo, commissione realizzata in collaborazione con Domenico Gagini, Giorgio da Milano e Andrea Mancino; opera custodita nella Cappella del Sacramento della basilica di San Pietro di Collesano.
- 1491, Madonna di Marsala, statua marmorea documentata a Marsala.
- 1493, Sepolcro, manufatto marmoreo, commissione di monumento funebre per Gaspare de Marinis, realizzato in collaborazione con Andrea Mancino, unica opera documentata. Attività limitata all'esecuzione della decorazione frontale, ovvero i putti che sorreggono l'iscrizione, mentre il coperchio con la figura del defunto giacente e l'arco con le figure della Madonna col Bambino, San Girolamo e San Gerlando, apparterrebbero all'altro scultore. Opera custodita nella cattedrale di San Gerlando di Agrigento.[3]
- 1496, Portale, manufatto marmoreo, commissione in collaborazione con Andrea Mancino. Il portale sormontato dalla croce, presenta sull'architrave tre medaglioni con le raffigurazioni dell'Annunciazione ai lati e l'Eterno Padre al centro. La Madonna col bambino attorniata da angeli e sovrastata da cherubini, è delimitata da due colonnine scolpite alle cui basi sono rappresentati la Creazione di Adamo ed Eva e il Peccato originale. Opera custodita nella chiesa di Santa Maria La Porta di Geraci Siculo.
- 1507c., Annunziata, statua marmorea, commissione per la primitiva abbazia e monastero francescano retto secondo la Regola di Santa Chiara, opera oggi custodita nella chiesa dell'Annunciazione o Batia di Tortorici.
- XV secolo, Lunetta, manufatto marmoreo, opera presente sul portale della chiesa di Mistretta.
- XV secolo, Putti reggistemma, manufatto marmoreo documentato sul portale laterale della chiesa di San Francesco d'Assisi di Palermo.
- XV secolo, Testine di cherubini, decorazioni marmoree presso la statua della Vergine Maria nella Cappella Alliata della chiesa di San Francesco d'Assisi di Palermo.
- XV secolo, Madonna con il Bambino, rilievo marmoreo, in collaborazione con Domenico Gagini, opera presente nel duomo di Santa Maria Assunta di Carini.
- XV secolo, Putti reggistemma, manufatto marmoreo, opere documentate su un portale del Castello Grua Talamanca di Carini.